# Farouk Ben Mustapha
Farouk Ben Mustapha (ara. فاروق بن مصطفى) (Bizerte, Tunis, 1. srpnja 1989.) je tuniški nogometni vratar i nacionalni reprezentativac.

## Karijera
Svoju nogometnu karijeru, Ben Mustapha je započeo u rodnom gradu nastupajući za tamošnji Club Athlétique Bizertin a s njime je 2013. godine osvojio tuniški kup. Nakon pet sezona nastupanja za klub, vratar prelazi u veći Club Africain (iako su ranije interes za njega pokazali Sochaux, Nice, Valenciennes i Alger) s kojim je 2015. postao nacionalni prvak.
Od 2017. godine brani za saudijski Al-Shabab iz Rijada.
Za nacionalnu reprezentaciju je debitirao 2009. te je s njome 2011. osvojio afričko Prvenstvo nacija. Također, izbornik Maâloul uveo ga je na popis reprezentativaca za Svjetsko prvenstvo u Rusiji 2018. Ondje je branio u utakmici skupine protiv Belgije.

## Osvojeni trofeji

### Klupski trofeji
| Klub          | Trofej            | Sezona / godina |
| Tunis         | Tunis             | Tunis           |
| ------------- | ----------------- | --------------- |
| CA Bizertin   | Tuniški kup       | 2013.           |
| Club Africain | Tuniško prvenstvo | 2014./15.       |
| Club Africain | Tuniški kup       | 2017.           |

### Reprezentativni trofeji
| Turnir                   | Trofej | Godina |
| ------------------------ | ------ | ------ |
| Afričko Prvenstvo nacija | Zlato  | 2011.  |